# Metsämaa
Metsämaa är en före detta kommun i landskapet Egentliga Finland i Västra Finlands län. Metsämaa sammanslogs den 1 januari 1976 med Loimaa kommun, som i sin tur sedan den 1 januari 2005 är en del av Loimaa stad.
Metsämaas grannkommuner före kommunens upplösning var Alastaro, Humppila, Loimaa kommun, Pungalaitio och Ypäjä. Metsämaa tillhörde först Åbo och Björneborgs län och låg vid gränsen mellan Tavastehus län och Åbo och Björneborgs län. Under tidigare århundraden ansågs Metsämaa – liksom hela Loimaa-området – tillhöra Nedre Satakunda. Med det ökade inflytandet från Åbo under 1800- och 1900-talen kom området dock att integreras i Egentliga Finland.
År 1969 hade Metsämaa 1 430 invånare, och kommunens viktigaste näring (60 %) var jord- och skogsbruk. Bland områdets sevärdheter finns Metsämaa kyrka som stod färdig år 1777.

## Geografi
Genom Metsämaa rinner ån Kojonjoki, som har sin källa i sjön Koijärvi. Ån förenas med älven Loimijoki nära Alastaro kyrkoby. Bosättningen är tätast just längs Kojonjoki. Landskapet i Metsämaa är varierat och sjöfattigt, där områdets mest framträdande drag är de många bergshöjderna och åsarna.

### Trafik
Metsämaa genomkorsas av Riksväg 9, och längs områdets norra kant löper Riksväg 2. Den tidigare kommunens södra gräns följs av Toijala–Åbo-banan, och de närmaste järnvägsstationerna finns i Loimaa och Humppila.

### Byar
Kallio, Korpi, Majanoja och Metsämaa

## Historia

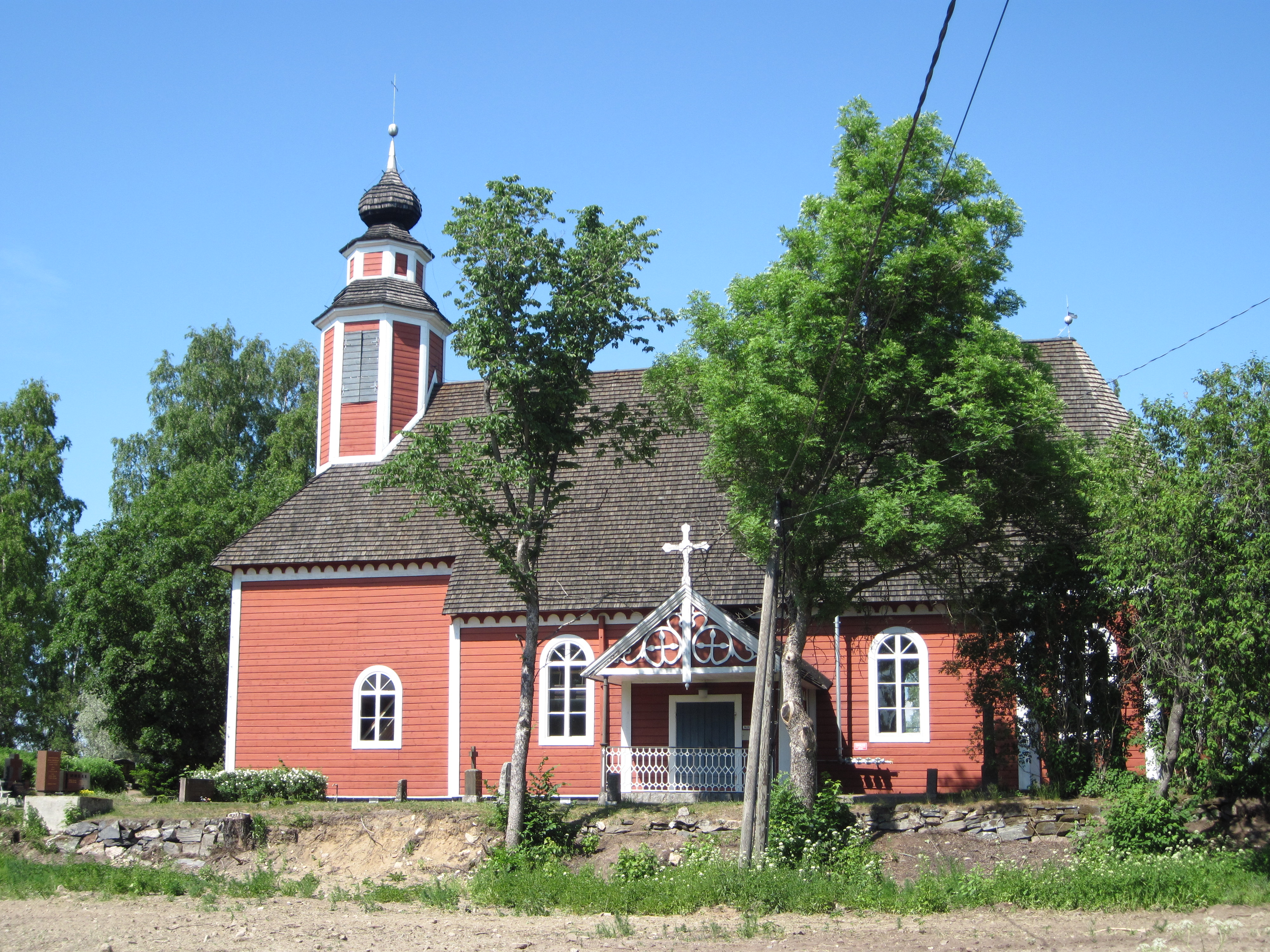
Metsämaa kyrka år 2011.

Metsämaa fick troligen sin permanenta bosättning i slutet av medeltiden. I början av den nya tiden hörde byarna Metsämaa, Kallio och Korpi till Kojo fjärding i Loimaa socken. Enligt silversskattelängden från 1571 fanns det tre gårdar i Metsämaa by, fyra i Kallio och fyra i Korpi. År 1810 hade antalet gårdar ökat till 28. År 1910 fanns det totalt 212 jordbruk i Metsämaa, varav de flesta var arrendegårdar. Det fanns 75 torp och 92 backstugor i kommunen.
Efter att förgäves ha ansökt om tillstånd från Åbo domkapitel för att bygga ett eget bönehus började invånarna i Metsämaa på eget initiativ att uppföra en träkyrka år 1776. Kyrkan stod färdig året därpå. Metsämaa blev ett kapell under Loimaa år 1778, och den första kapellpredikanten tillträdde sin tjänst år 1799. Genom ett senatsbeslut blev Metsämaa en självständig församling år 1914. Metsämaa andelsmejeri grundades 1903 och Metsämaa sparbank 1919. Metsämaas första folkskola inledde sin verksamhet år 1879. Efter fortsättningskriget bosattes evakuerade från Kronoborg i kommunen.

Metsämaa andelsmejeri år 1960.